# جون بولسون (مخرج أفلام)
جون بولسون (بالإنجليزية: John Polson)‏ (و. 1965  م) هو مخرج أفلام، وممثل أفلام، وممثل تلفزي أسترالي، ولد في سيدني، بدأ مشواره المهني سنة 1986.

## التعليم
تعلم في North Sydney Boys High School ‏
.

## وصلات خارجية
- جون بولسون على موقع IMDb (الإنجليزية)
- جون بولسون على موقع ألو سيني (الفرنسية)
- جون بولسون على موقع أول موفي (الإنجليزية)
- جون بولسون على موقع قاعدة بيانات الأفلام السويدية (السويدية)
- جون بولسون على موقع قاعدة بيانات الفيلم (الإنجليزية)
- جون بولسون على موقع كينوبويسك (الروسية)